# Coffey (Misuri)
Coffey es una ciudad ubicada en el condado de Daviess en el estado estadounidense de Misuri. En el censo de 2010 tenía una población de 166 habitantes y una densidad poblacional de 308,14 personas por km².

## Geografía
Coffey se encuentra ubicada en las coordenadas 40°6′20″N 94°0′24″O / 40.10556, -94.00667. Según la Oficina del Censo de los Estados Unidos, Coffey tiene una superficie total de 0.54 km², de la cual 0.54 km² corresponden a tierra firme y (0%) 0 km² es agua.

## Demografía
Según el censo de 2010, había 166 personas residiendo en Coffey. La densidad de población era de 308,14 hab./km². De los 166 habitantes, Coffey estaba compuesto por el 100% blancos, el 0% eran afroamericanos, el 0% eran amerindios, el 0% eran asiáticos, el 0% eran isleños del Pacífico, el 0% eran de otras razas y el 0% pertenecían a dos o más razas. Del total de la población el 0% eran hispanos o latinos de cualquier raza.